# Трифон (Ступишин)
Архиепископ Трифон (фамилия в миру Ступишин; ум. 20 сентября 1566, Полоцк) — архиепископ Полоцкий и Великолуцкий, епископ Суздальский и Тарусский.

## Биография
Постриженник Иосифо-Волоколамского монастыря.
С 1542 года — игумен Песношского Николаевского монастыря.
С 1544 года — архимандрит Московского Симонова монастыря.
10 марта 1549 года хиротонисан во епископа Суздальского и Тарусского.
В 1551 году присутствовал на Стоглавом соборе.
В мае 1551 года был уволен на покой. Пребывал в Иосифо-Волоколамском монастыре, где на покое проживал также архиепископ Новгородский Феодосий. За несколько дней до 26 февраля 1563 года, когда скончался архиепископ Феодосий, «прииде к нему епископ бывший Суздальский Трифон по реклу Ступишин, и мнози от старец и братиа благословенна и прощениа от него просчяще он же всех благослови и прости». В Волоколамской обители епископ Трифон пробыл на покое около двенадцати лет.
В 1563 году русские войска взяли крепость Полоцк. 6 апреля 1563 года Трифон был назначен на Полоцкую кафедру. В Никоновской летописи говорится:

…месяца апреля в 4 день царь и великий князь Иван Василиевичь всеа Русии, по совету отца своего и богомолца Макария Митрополита всеа Русии и богомолцов его архиепископов и епископов и всего освещеннаго Собора, учинил в своей отчине граде Полотцску у Софеи Премудрости Божий архиепископью. И поставлен бысть Митрополитом Макарием архиепископ Трифон, прежде бывший епископ Суздальский; и постриженник той Трифон Ступишен Иосифа игумена Волотцскаго, добродетели же его ради был архимандрит на Симонове и потом епископ в Суздале, епископию же Суздалскую остави за свою немощь; царь же и великий князь понуди его быти в Полтеск архиепископом, а местом учинил его под Ростовскою архиепископиею.
В 1564 году участвовал в работе Собора о белом клобуке и в интронизации митрополита Московского и всея Руси Афанасия.
Скончался 20 сентября 1566 года во время мора в городе Полоцке, где был и погребён.
В собрании Иосифо-Волоколамского монастыря сохранилось одиннадцать рукописных книг, принадлежавших Трифону.